# رناتو پیلیپوویچ
رناتو پیلیپوویچ (کرواتی: Renato Pilipović؛ زادهٔ ۱۴ ژانویهٔ ۱۹۷۷) بازیکن سابق و مربی فوتبال اهل کرواسی است.
از باشگاه‌هایی که در آن بازی کرده‌است می‌توان به باشگاه فوتبال ایسترا ۱۹۶۱، باشگاه فوتبال دینامو زاگرب، باشگاه فوتبال زاگرب، و باشگاه فوتبال رییکا اشاره کرد.
وی همچنین در تیم‌های ملی فوتبال زیر ۲۱ سال کرواسی و کرواسی بازی کرده‌است.